# Cnodontes vansoni
Cnodontes vansoni är en fjärilsart som beskrevs av Stenpffer och Bennett 1956. Cnodontes vansoni ingår i släktet Cnodontes och familjen juvelvingar. Inga underarter finns listade i Catalogue of Life.